# Molnár Sándor (labdarúgó, 1994)
Molnár Sándor (Budapest, 1994. június 29. –) magyar labdarúgó.

## Fordítás
- Ez a szócikk részben vagy egészben  a   Sándor Molnár című angol Wikipédia-szócikk fordításán alapul.  Az eredeti cikk szerkesztőit annak laptörténete sorolja fel. Ez a jelzés csupán a megfogalmazás eredetét és a szerzői jogokat jelzi, nem szolgál a cikkben szereplő információk forrásmegjelöléseként.